# Moadon Kaduregel Hapoel Tel Aviv
Il Hapoel Tel Aviv Football Club (in ebraico מועדון כדורגל הפועל תל-אביב‎?) è la sezione calcistica maschile della società polisportiva israeliana Hapoel Tel Aviv, con sede a Tel Aviv.
Fondata nel 1927, ha vinto 11 titoli nazionali, 15 Coppe d'Israele, una Coppa Toto e una AFC Champions League, traguardi che ne fanno una delle compagini israeliane più titolate.

## Storia

### La fondazione e i primi successi durante il protettorato britannico
La società sportiva "Hapoel Tel Aviv" viene ufficialmente fondata nel 1923 da parte di alcuni membri dell'Histadrut, il principale sindacato ebraico dei lavoratori. La parola "hapoel" (הפועל) in ebraico significa proprio "lavoratore" e l'Histadrut fonderà, negli anni a seguire, molte altre società sportive con il medesimo suffisso.
Nei primi tempi, il club va incontro a diversi riassestamenti societari, prima che la sua sezione calcistica possa militare nel campionato del Mandato britannico della Palestina.

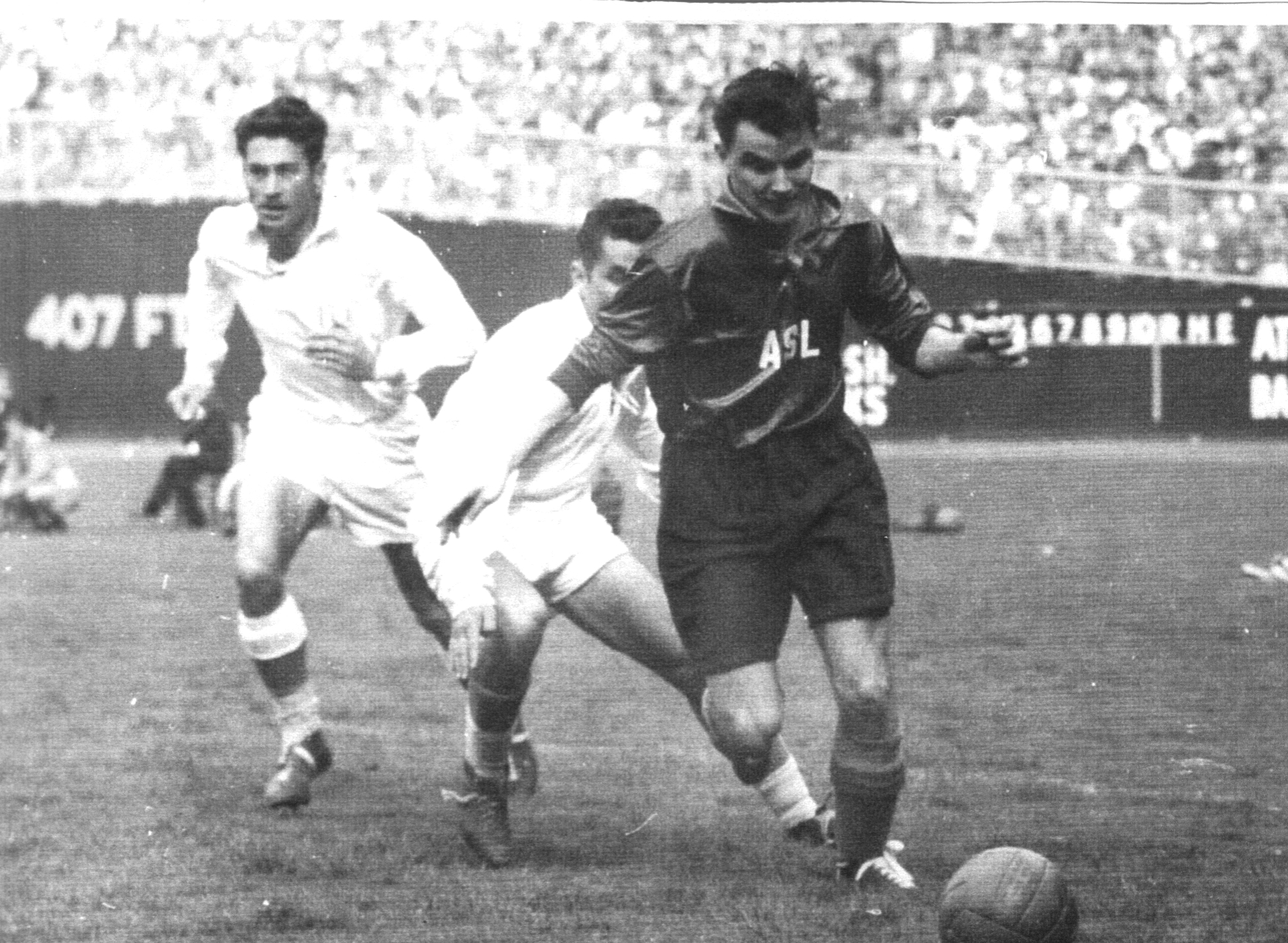
L'Hapoel Tel Aviv (in maglia bianca) in amichevole a New York nel 1947 contro l'American Soccer League All Star Team.

Nel 1927, l'Hapoel Tel Aviv ingloba i soci dell'Allenby Football Club, società fondata da militari britannici in onore del proprio generale Edmund Allenby: l'Allenby si era inizialmente affiliato alla polisportiva Maccabi Tel Aviv, ma poi se ne era dissociato, in polemica con la dirigenza del Maccabi, società assai ricca ed esponente della borghesia ebraica, la quale era stata accusata dai britannici di voler creare il professionismo nel calcio israeliano. Per tali motivi, i soci dell'Allenby si affiliano all'Hapoel, società che al contrario rappresenta il ceto popolare.

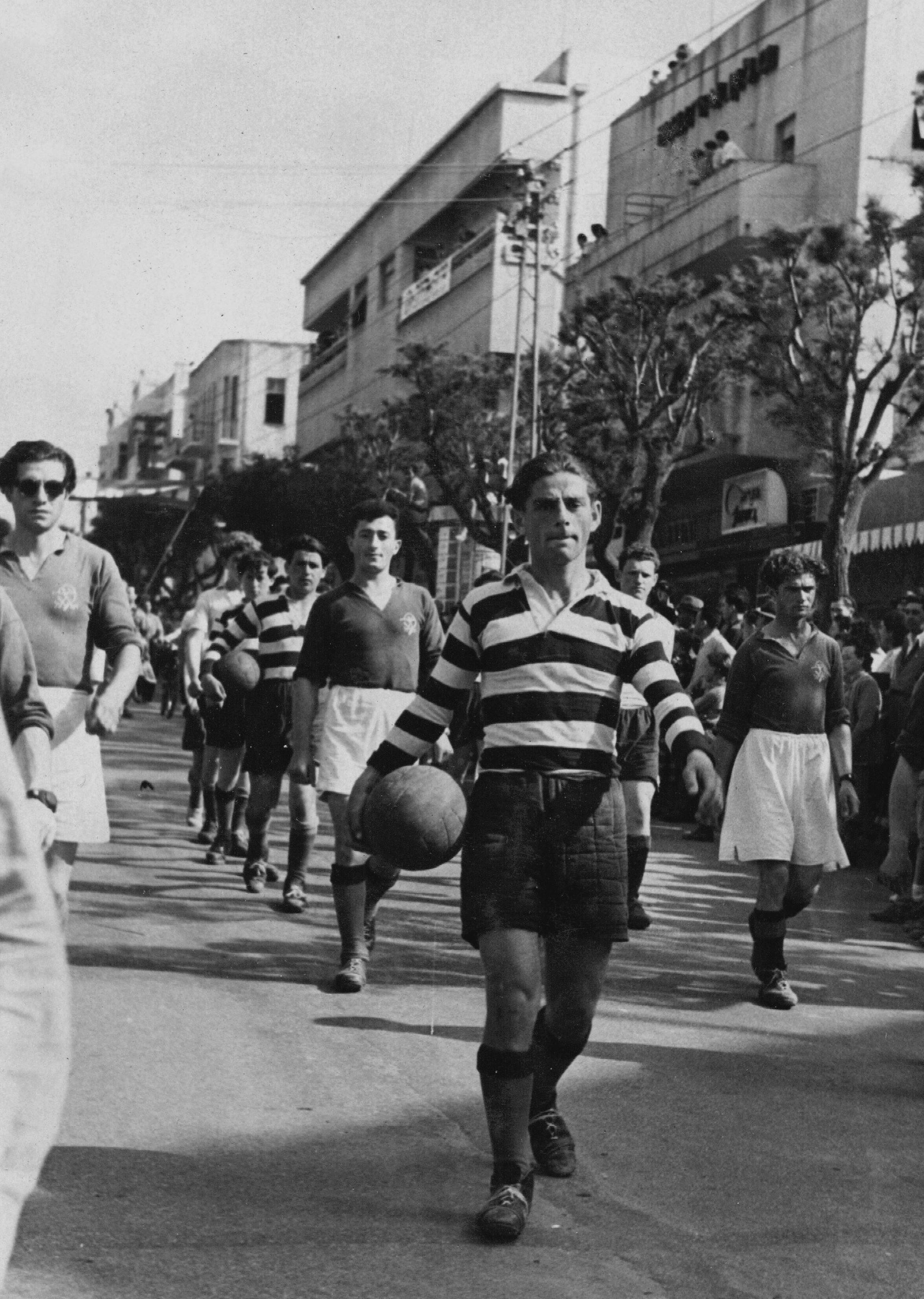
Calciatori dell'Hapoel alla parata della Festa dei Lavoratori a Tel Aviv, il 1º maggio 1949.

Nel 1928, intanto, l'Hapoel vince la prima edizione della Coppa della Palestina (attuale Coppa di Stato), replicando il successo nel 1934.
Nello stesso anno, l'Hapoel conquista il primo titolo nazionale, divenendo peraltro la prima società calcistica ebraica a riuscire nell'impresa (nel 1932, anno della prima edizione, aveva vinto una selezione della polizia britannica).
Nel 1934-1935, il campionato viene abbandonato con l'Hapoel in testa. Talune fonti assegnano la vittoria di detta edizione del torneo nazionale all'Hapoel Tel Aviv, che, però, non verrà mai dichiarato ufficialmente campione nazionale dalla PFA (corrispondente all'attuale IFA).
Tra il 1937 e il 1939, l'Hapoel vince tre Coppe nazionali consecutive. Nel 1937-1938 il campionato è interrotto per lo scoppio della grande rivolta araba, mentre l'Hapoel è in testa: similmente al 1934-1935, alcune fonti (inclusa la società) considerano l'Hapoel Tel Aviv campione nazionale 1937-1938, ma neanche in questo caso la PFA lo riconoscerà ufficialmente come tale.
Nel 1939-1940 e nel 1943-1944 l'Hapoel vince altri due campionati.
Nel 1945, vanno in scena due tornei regionali: l'Hapoel vince quello del nord, mentre i cugini del Beitar Tel Aviv conquistano quello del sud (i club "Beitar" avevano boicottato il campionato settentrionale). Tuttavia, né il titolo del sud, né quello del nord (noto come "Coppa di guerra") saranno mai riconosciuti dall'IFA.

### Gli anni '50 e '60 e il titolo di campione d'Asia

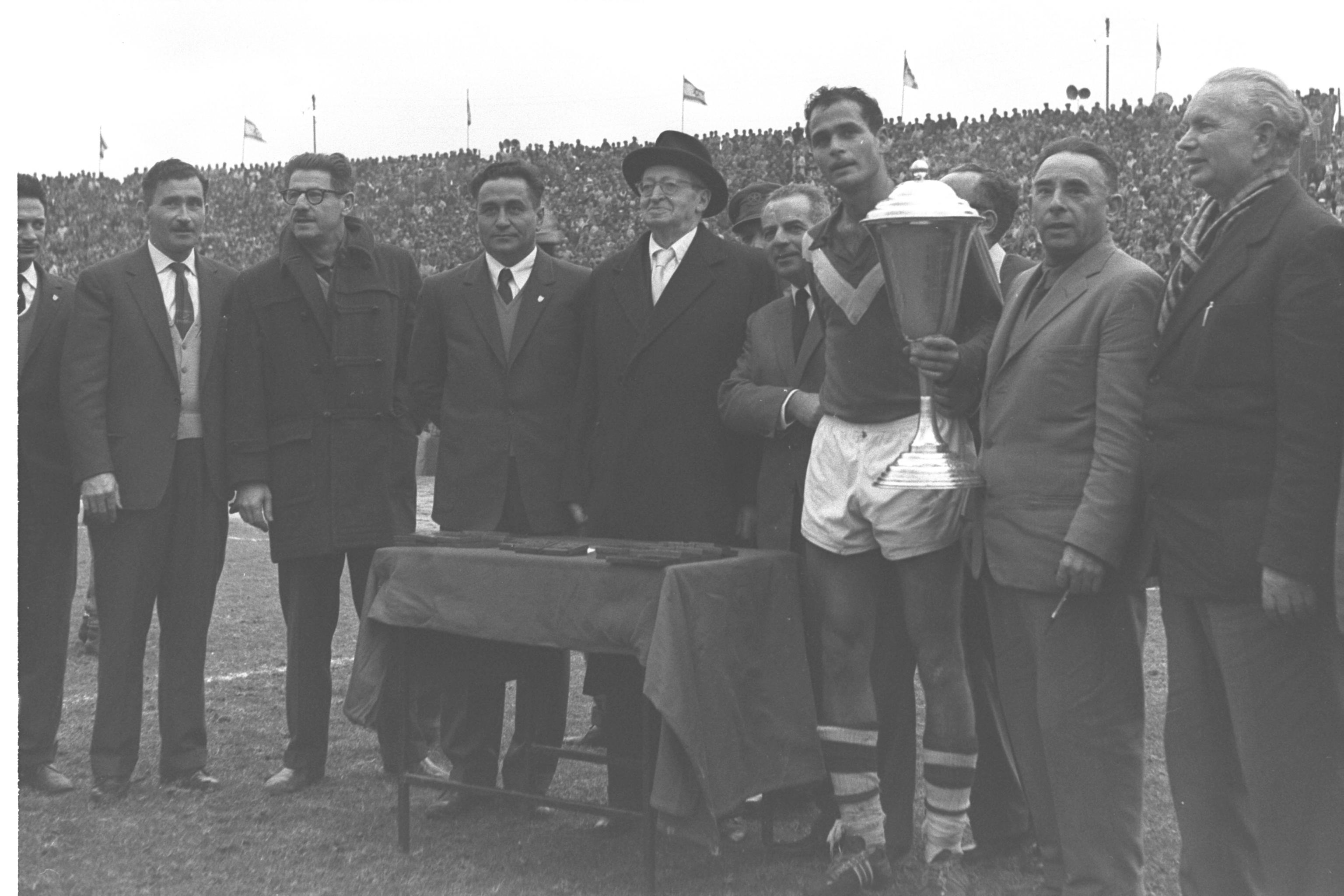
Il Presidente della Repubblica israeliana Itzhak Ben-Zvi (al centro, con il cappello e gli occhiali) consegna al capitano dell'Hapoel Tel Aviv la Coppa di Stato 1961

Dopo l'indipendenza del Paese (14 maggio 1948), per l'Hapoel trascorrono anni di digiuno. Nel 1956-1957 i rossi tornano a vincere il titolo nazionale, il primo nella Liga Leumit, staccando di 4 punti l'Hapoel Petah Tiqwa. Negli anni a seguire, tuttavia, quest'ultima squadra, capace di vincere 5 titoli consecutivi tra il 1959 e il 1963, impedisce all'Hapoel Tel Aviv di aggiudicarsi nuovi successi. La sola vittoria di quel periodo è la Coppa di Stato del 1960-61, mentre solo nel 1965-1966 giunge il quinto titolo nazionale.

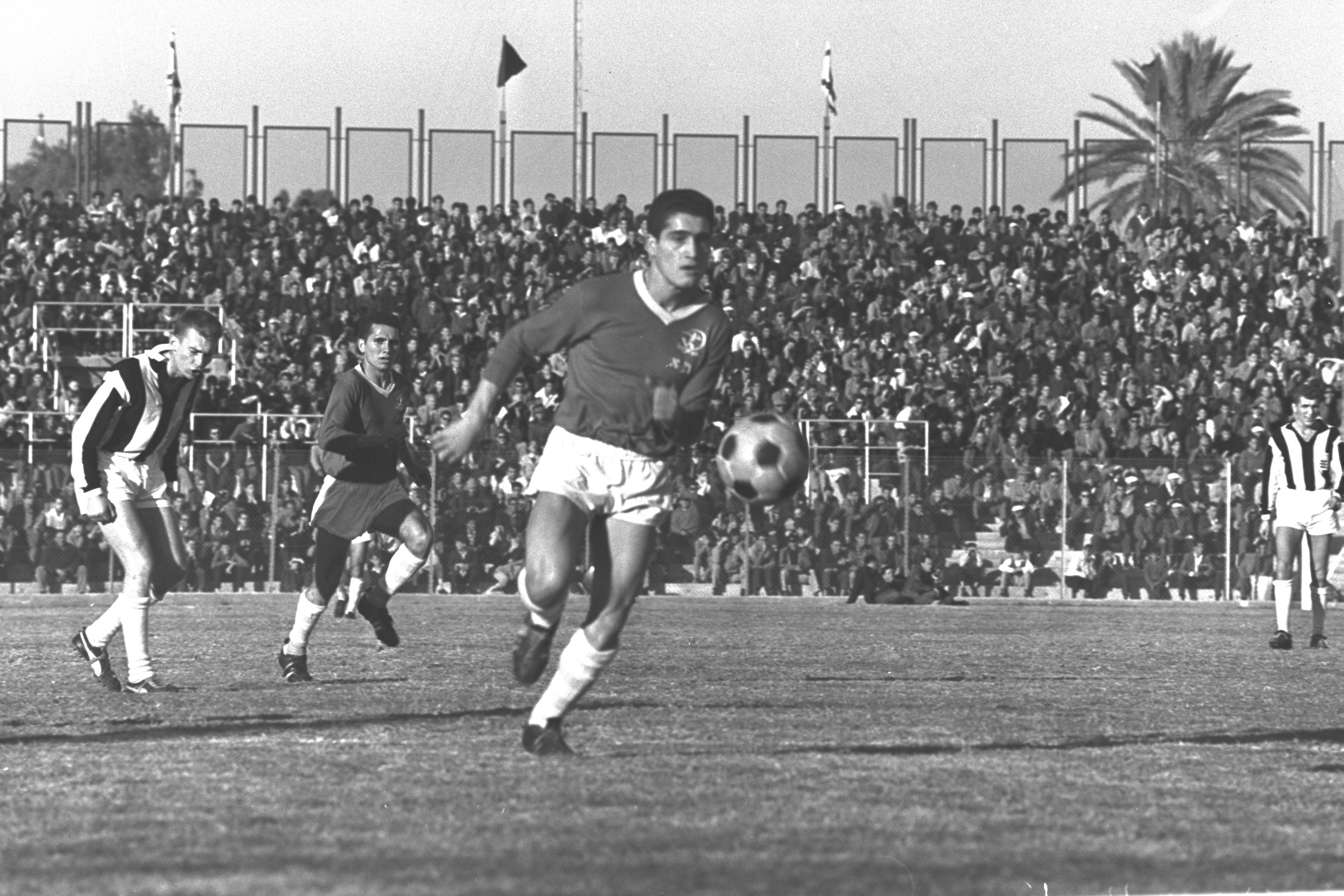
L'Hapoel sfida lo Sportclub Enschede in occasione dell'inaugurazione ufficiale dello Stadio Bloomfield (13 dicembre 1962).

Il successo costituisce il visto per giocarsi, nella successiva stagione, la prima edizione della Coppa dei Campioni dell'Asia. Alla neonata manifestazione partecipano appena sei squadre e l'Hapoel Tel Aviv è direttamente ammesso alla finale: qui il 19 dicembre a Bangkok (Thailandia) batte per 2-1 i malaysiani del Selangor, divenendo la prima squadra israeliana a vincere un trofeo internazionale.
Nel 1968-1969 l'Hapoel rivince il campionato, staccando di un punto i cugini del Maccabi Tel Aviv.
L'anno seguente torna in finale della Coppa dei Campioni dell'Asia, ma stavolta viene battuto per 2-1 dagli iraniani del Taj.

### La crisi degli anni '70
Seguono anni bui, nonostante la rosa sia integrata da buoni giocatori come Primo, Feigenbaum, Borba e Chazom, protagonisti della storica qualificazione della nazionale israeliana ai mondiali messicani del 1970. Proprio nel campionato 1969-1970 si verifica l'unico risultato di rilievo in campionato in questo periodo: l'Hapoel giunge primo a pari merito (39 punti) con i rivali del Maccabi Tel Aviv, ma perde il campionato per la peggior differenza reti.
Dopo la vittoria Coppa di Stato nel 1971-72, il livello della squadra scende vistosamente: nel 1973-1974, l'Hapoel termina il campionato al penultimo posto a pari merito (26 punti) con l'Hakoah Ramat Gan e non scende ai play-out solo grazie alla miglior differenza reti nei confronti di quest'ultimo.

### La ripresa degli anni '80

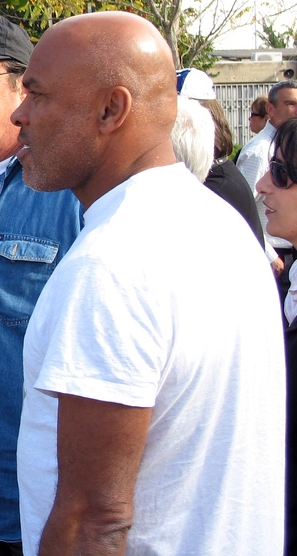
Rifat Turk, in una foto del 2006.

Solo con l'inizio degli anni ottanta le cose migliorano. Nel 1980-1981 l'Hapoel vince il titolo superando di 3 punti un'altra squadra di Tel Aviv, il Bnei Yehuda: il principale elemento in rosa è l'arabo-israeliano Rifat Turk, centrocampista e regista del centrocampo.
Due anni dopo l'Hapoel conquista una nuova Coppa di Stato, quindi nel 1985-86 giunge nella bacheca del club l'ottavo titolo nazionale: trascinati dai goal di Eli Cohen e Moshe Sinay, i rossi di Tel Aviv hanno la meglio al termine di un testa a testa con i rivali del Maccabi Tel Aviv e il Maccabi Haifa, staccati di due punti.
Nel 1987-1988 l'IFA cambia la formula del campionato: dopo la stagione regolare, le 14 squadre partecipanti vengono suddivise in un girone di play-off per il titolo e uno di play-out per la retrocessione. L'Hapoel Tel Aviv vince agevolmente la stagione regolare e nei play-off stacca di ben 6 punti il Maccabi Netanya, facendo suo il nono titolo nazionale.

### La retrocessione e la crisi degli anni '90
I due titoli danno l'impressione che i rossi di Tel Aviv abbiano iniziato un ciclo. Invece, la stagione 1988-1989 si apre con una sanzione per l'Hapoel: i rossi, infatti, vengono puniti dall'IFA per aver superato il limite massimo di spesa per l'acquisto e la retribuzione dei calciatori, e viene loro comminata una penalità di 4 punti. La stagione, iniziata così in malo modo, continua anche peggio, con la squadra in seria crisi: clamorosamente l'Hapoel perde ben 12 delle 26 partite della stagione regolare (a fronte di sole 6 vittorie e 8 pareggi) e viene inserito nei play-out. Qui crolla, giungendo ultimo a pari punti (28) con l'Hapoel Tzafririm Holon, con cui retrocede in Liga Artzit.
Il ritorno in Liga Leumit è immediato, ma nelle prime stagioni l'Hapoel fatica a ritrovare il passo con le grandi. Solo nel 1994-1995 i rossi hanno un sussulto, giungendo quarti (anche se mai in lotta per il titolo) e qualificandosi alla Coppa UEFA 1995-1996. Qui l'Hapoel fa il suo esordio assoluto nelle competizioni europee: l'avventura si conclude però già al primo turno, contro i moldavi dello Zimbru Chişinău.

### La ripresa e il decimo titolo nazionale
Solo nella stagione 1998-1999, l'Hapoel torna a vincere una competizione. È la Coppa di Stato, ove supera, nella finalissima di Ramat Gan, il Beitar Gerusalemme per 3-1 ai calci di rigore (la partita era finita per 1-1 dopo i tempi supplementari), facendo suo il torneo per la nona volta. In campionato, invece, i rossi non entrano mai nella lotta per il titolo nazionale e, alla fine, giungono solo quinti, a 19 punti dall'Hapoel Haifa campione.
La vittoria della coppa nazionale è, comunque, l'antifona al ritorno al titolo, che giunge al termine del campionato 1999-2000, il primo con la nuova denominazione di "Ligat ha'Al". La stagione è una marcia trionfale dell'Hapoel che, trascinato dalle reti di Ronen Harazi e Pini Balili e difeso in porta da Shavit Elimeleh (miglior calciatore israeliano dell'anno), vince il decimo titolo nazionale con 9 punti di vantaggio sul Maccabi Haifa. Nella stessa stagione, l'Hapoel si aggiudica anche la decima Coppa di Stato, battendo in finale, di nuovo ai rigori, il Beitar Gerusalemme.

### Il nuovo millennio e l'impresa nella Coppa UEFA 2001-2002
Il titolo permette all'Hapoel di esordire, nella stagione seguente, in Champions League: i rossi sono inseriti nel secondo turno preliminare, ma gli avversari, gli austriaci dello Sturm Graz, si dimostrano superiori, eliminando gli israeliani con un punteggio complessivo di 5-1.
In campionato, invece, l'Hapoel giunge secondo dietro al Maccabi Haifa e si qualifica per la Coppa UEFA 2001-2002, ove coglie il miglior risultato ottenuto finora in Europa.
Dopo un turno preliminare d'accademia contro gli armeni dell'Ararat (battuto con un complessivo di 5-0), l'Hapoel supera al primo turno i turchi del Gaziantepspor (1-0 a Tel Aviv e 1-1 in Turchia), raggiungendo il Chelsea al secondo turno. All'andata a Tel Aviv, i rossi sfoderano una grande prestazione nel finale, andando a rete con Gershon e Clescenco e battendo gli inglesi per 2-0. Nel ritorno a Stamford Bridge, l'Hapoel passa in vantaggio a sorpresa nel primo tempo con Osterc; il Chelsea reagisce pareggiando con Zola nella ripresa, ma ormai l'impresa degli israeliani è compiuta.
Nel turno seguente, l'Hapoel ha la meglio anche del Lokomotiv Mosca, proiettandosi così agli ottavi di finale contro il Parma: dopo lo 0-0 a Tel Aviv, i rossi superano sorprendentemente i gialloblù al Tardini per 2-1 (goal di Osterc e Pisont per gli israeliani e goal di Bonazzoli per il Parma).
Il successo qualifica l'Hapoel al quarto di finale contro il Milan. I rossi vincono l'andata in casa (disputata sul neutro di Nicosia, a Cipro, per problemi di sicurezza interna in Israele) per 1-0 (rete di Clescenco), ma vengono battuti 2-0 dai rossoneri a Milano.
L'Hapoel ha, comunque, fissato un primato: nessuna squadra israeliana era mai giunta ai quarti di finale in una competizione europea. Inoltre i rossi si consolano, nella stessa stagione, con la vittoria della loro prima Coppa di Lega.
Negli anni a seguire l'Hapoel si aggiudica ulteriori trofei nazionali: sono le Coppe di Stato del 2005-2006 (1-0 in finale al Bnei Yehuda) e del 2006-2007 (1-1 e 5-4 dopo i rigori con l'Hapoel Ashkelon).

### L'undicesimo titolo nazionale

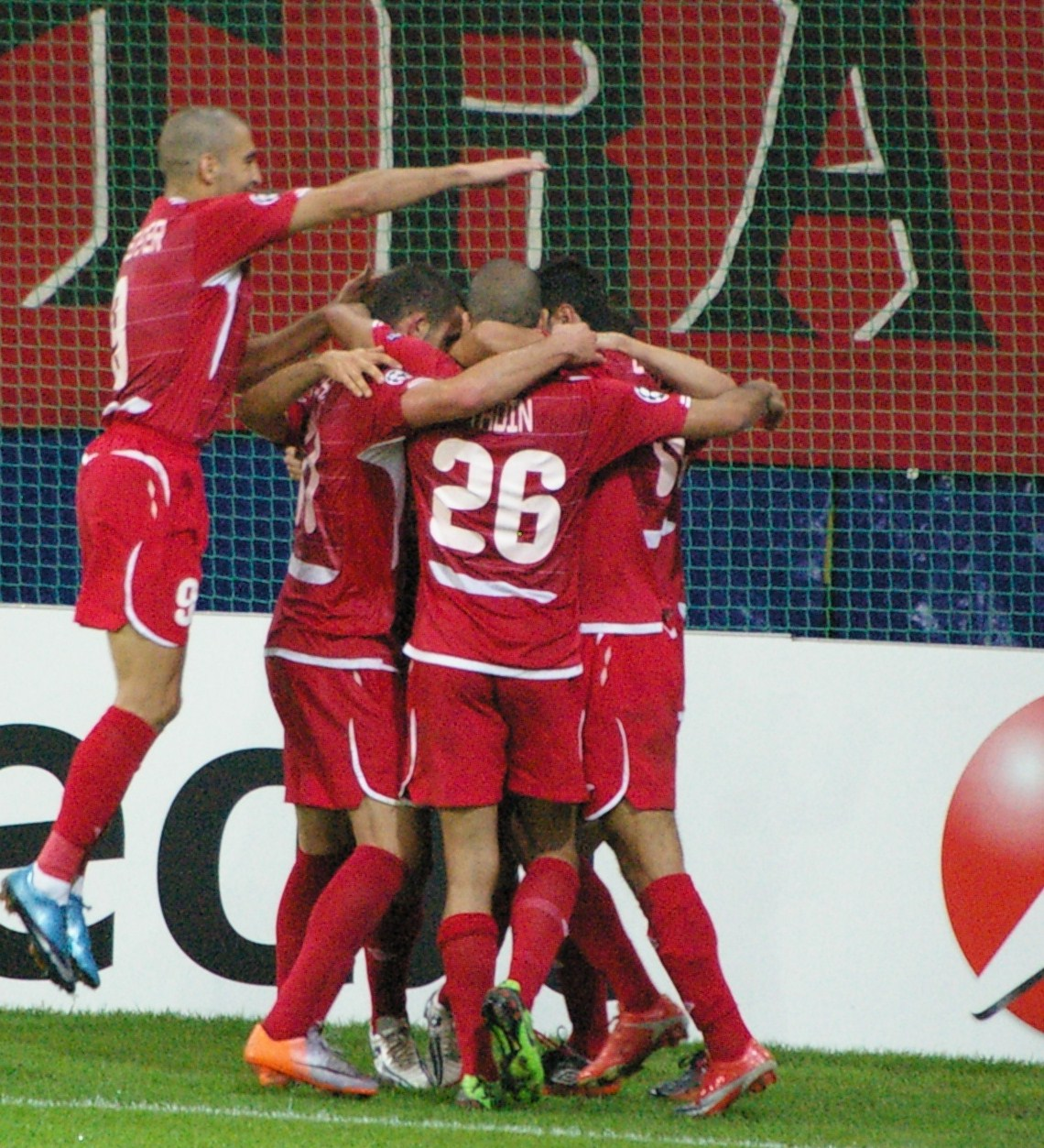
I giocatori dell'Hapoel Tel Aviv celebrano uno dei 3 goal realizzati nella gara di andata dei play-off della Champions League 2010-2011, vinta per 3-2 in casa del Salisburgo.

Nel 2007 giunge sulla panchina dell'Hapoel Eli Guttman, ex-calciatore e allenatore israeliano di lunga esperienza. Dopo il sesto posto nel campionato 2007-2008, nel campionato seguente l'Hapoel giunge secondo, a sei punti dal Maccabi Haifa campione.

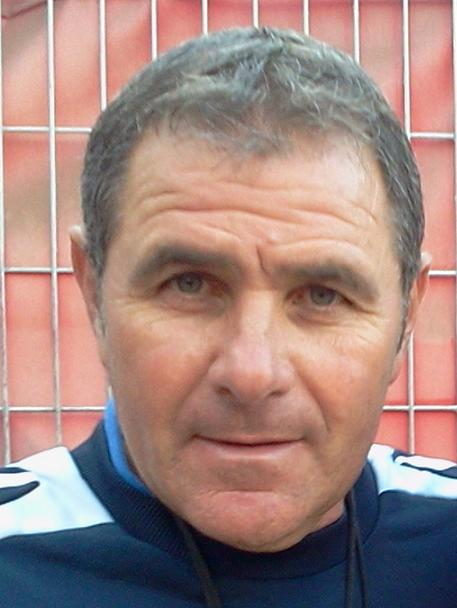
Eli Guttmann, l'allenatore che ha riportato dopo 9 anni l'Hapoel Tel Aviv a vincere il titolo nazionale.

Nella stagione 2009-2010, l'IFA cambia ulteriormente la formula del campionato nazionale: dopo la stagione regolare (disputata dalle 16 squadre partecipanti alla Ligat Ha'Al), le prime sei classificate si giocano un torneo finale per il titolo, consistente in un girone all'italiana con partite di sola andata nel quale ogni squadra parte con la metà dei punti conquistati nella prima fase del campionato.
Nel primo torneo nazionale disputato con il nuovo regolamento, l'Hapoel Tel Aviv, trascinato dai goal di Itay Shechter e di David Ben Dayan, si piazza nuovamente secondo nella classifica della stagione regolare, a sei punti dal Maccabi Haifa, giunto ancora una volta primo. Prevedendo il regolamento il dimezzamento dei punti ottenuti nella prima fase, nei play-off per il titolo le due squadre sono separate da 3 punti soltanto. Completano il torneo finale il Maccabi Tel Aviv, il Bnei Yehuda, il Beitar Gerusalemme e l'Ashdod.
L'Hapoel batte all'esordio, il 17 maggio, il Bnei Yehuda per 1-0 e nella sfida seguente, una settimana dopo, espugna il campo del Maccabi Haifa con lo stesso punteggio, raggiungendo i verdi in classifica. Nel terzo turno, l'Hapoel supera per 4-0 l'Ashdod, ma alla penultima giornata rischia di compromettere il proprio cammino: i rossi vengono infatti fermati in casa sullo 0-0 dagli eterni rivali del Maccabi Tel Aviv, risultato che permette al Maccabi Haifa, vittorioso per 2-1 sul Beitar Gerusalemme, di tornare da solo in testa alla classifica.
L'ultima giornata del torneo finale, decisiva per l'assegnazione del titolo 2009-2010, si disputa il 15 maggio e l'Hapoel batte in trasferta il Beitar Gerusalemme per 2-1: decisivo il goal di Eran Zahavi al 92'. Nella stessa giornata il Bnei Yehuda costringe il Maccabi Haifa al pareggio per 1-1. Hapoel Tel Aviv e Maccabi Haifa concludono, dunque, a parità di punti il torneo finale, ma la miglior differenza reti (+61 contro +56) consegna il titolo all'Hapoel, che diviene campione nazionale per l'undicesima volta.
Nella stessa stagione, l'Hapoel conquista anche la sua tredicesima Coppa di Stato, battendo in finale il Bnei Yehuda per 3-1.

### Gli ultimi successi
Nella stagione 2010-2011 l'Hapoel, rinforzatosi con l'acquisto dell'attaccante nigeriano naturalizzato israeliano Toto Tamuz, si qualifica per la fase ai gironi della UEFA Champions League, battendo nel terzo turno preliminare i kazaki dell'Aktobe e nei play-off gli austriaci del Salisburgo.
Gli israeliani concludono ultimi nel gruppo B (composto, oltre che dai campioni d'Israele, da Schalke 04, Lione e Benfica) con 5 punti, un punto dietro al Benfica classificatosi terzo, perdendo la qualificazione ai sedicesimi di finale di Europa League.
In campionato, l'Hapoel termina la stagione regolare al secondo posto, di nuovo dietro al Maccabi Haifa (con 70 punti, contro i 65 dell'Hapoel). Nei play-off le due squadre sono separate da soli 2 punti (in virtù del dimezzamento dei punteggi ottenuti nella stagione regolare) e alla prima giornata, l'Hapoel batte il Bnei Yehuda (2-1), mentre il Maccabi Haifa perde in casa contro il Maccabi Netanya (1-2), risultati che consentono all'Hapoel di portarsi al comando della classifica. Nel prosieguo dei play-off, però, l'Hapoel coglie solo due pareggi e due sconfitte (incluso lo scontro diretto con il Maccabi Haifa, per 0-2) e non riesce a bissare il successo della stagione precedente.
I rossi si prendono, tuttavia, la rivincita sul Maccabi Haifa in Coppa di Stato, superandolo in finale per 1-0 con goal di Salim Tuama ed aggiudicandosi la competizione per la quattordicesima volta, la seconda consecutiva.
Nella stagione 2011-2012, giunge sulla panchina dell'Hapoel Dror Kashtan. Dopo un buon avvio, contraddistinto da un testa a testa con i concittadini del Maccabi Tel Aviv, l'Hapoel viene superato dal sorprendente Ironi Kiryat Shmona, che guadagna sempre più punti di vantaggio sui rossi di Tel Aviv, costretti a quel punto a difendere il secondo posto da un'altra sorpresa del campionato, l'Ashdod. Il 10 gennaio 2012, quando il distacco dalla capolista è ormai di 9 punti, l'Hapoel Tel Aviv esonera Kashtan, sostituendolo con Nitzan Shirazi.
Qualificatosi ai play-off, l'Hapoel conclude la sua rincorsa al titolo nazionale il 2 aprile 2012, quando pareggia 0-0 in casa dell'Ironi Kiryat Shmona, risultato che consegna matematicamente a quest'ultima il primo campionato della sua storia. Insidiato verso la conclusione del torneo dai concittadini del Bnei Yehuda, l'Hapoel Tel Aviv riesce alla fine a cogliere il secondo posto.
Il 15 maggio 2012 l'Hapoel riesce a concludere la stagione con la vittoria della quindicesima Coppa di Stato, la terza consecutiva, battendo in finale il Maccabi Haifa per 2-1.

### La nuova retrocessione e la risalita
Nelle stagioni 2012-2013 e 2013-2014, l'Hapoel Tel Aviv si conferma fra le migliori squadre israeliane, concludendo i tornei rispettivamente al quarto e al sesto posto.
Il campionato successivo, tuttavia, costituisce per i rossi l'inizio di una delle fasi più oscure della propria storia: l'Hapoel conclude la stagione regolare al decimo posto, con soli 29 punti (con uno di penalità a seguito degli incidenti nel derby del 4 novembre 2014 contro il Maccabi Tel Aviv), salvandosi poi con la seconda posizione ai play-out.
Peggiore è il campionato 2015-2016, quando l'Hapoel giunge solo dodicesimo nella stagione regolare, pur riscattandosi ai play-out ove termina terzo.
Nello stesso periodo emergono gravosi problemi finanziari, con la società oberata da debiti scaduti e non pagati per un totale di circa 100 milioni di nuovi sicli israeliani (circa 25 milioni di euro). Nel corso del campionato 2016-2017, l'Hapoel è costretto a ricorrere all'amministrazione controllata, venendo salvato dal fallimento grazie all'acquisto, dapprima, da parte dell'uomo d'affari israeliano Amir Gross Kabiri e, successivamente, da parte del gruppo immobiliare Nisanov. Tuttavia, il ricorso alla procedura concorsuale comporta, come da regolamento, la decurtazione di 9 punti in classifica, per l'effetto che i rossi concludono la stagione regolare in ultima posizione, con soli 17 punti. Ai play-out l'Hapoel sfiora l'impresa di salvarsi, ma, malgrado un discreto ruolino di marcia (3 vittorie, 3 pareggi e 1 sconfitta su 7 incontri) che lo fa giungere a due sole lunghezze dall'Hapoel Ashkelon (ultima delle società capaci di salvarsi), termina comunque in fondo alla graduatoria, con 29 punti, così retrocedendo, dopo 27 anni, per la seconda volta nella propria storia.
La permanenza in Liga Leumit dura appena un anno: i rossi, guidati da Kobi Refua, vincono agevolmente il campionato, classificandosi primi sia al termine della stagione regolare che dei play-off e tornando subito in Ligat ha'Al.
Nella stagione 2018-2019 della massima divisione nazionale, l'Hapoel conclude la stagione regolare all'ottavo posto, salvandosi poi con la seconda posizione nel play-out.

## L'Hapoel nella cultura di massa
Come gran parte delle squadre israeliane, l'Hapoel Tel Aviv mostra da decenni una netta propensione al tesseramento di calciatori arabo-israeliani. Oltre ad annoverare, tra i tanti del passato, il citato Rifat Turk, leader dell'Hapoel Tel Aviv degli anni ottanta, in tempi più recenti ha schierato, fra gli altri, il difensore Walid Badir (capitano in occasione del titolo del 2009-2010) e l'attaccante Salim Tuama.
L'Hapoel Tel Aviv patrocina, inoltre, sin dal 1997, il progetto "Mifalot", consistente in plurime manifestazioni sportive aperte ai bambini e ai ragazzi israeliani, palestinesi e giordani, e finalizzato a plasmare, nelle future generazioni, la pacifica coesistenza fra i tre popoli. Oltre a coinvolgere oltre 20.000 giovani dei tre popoli suddetti, Mifalot organizza attività benefiche in Giordania e in Palestina, nonché in diversi Paesi del Terzo Mondo (Camerun, Ruanda, Haiti e India).
Tali politiche, molto promettenti nell'ambito del processo di pace israelo-palestinese, rendono l'Hapoel Tel Aviv la squadra più amata tra gli arabo-israeliani, insieme al Maccabi Haifa.

## Palmarès

### Competizioni nazionali
- Campionato israeliano: 11 [1]

1933-1934, 1939-1940, 1943-1944, 1956-1957, 1965-1966, 1968-1969, 1980-1981, 1985-1986, 1987-1988, 1999-2000, 2009-2010
- Coppa d'Israele: 15

1927-1928, 1933-1934, 1936-1937, 1937-1938, 1938-1939, 1960-1961, 1971-1972, 1982-1983, 1998-1999, 1999-2000, 2005-2006, 2006-2007, 2009-2010, 2010-2011, 2011-2012
- Coppa di Lega israeliana: 1

2001-2002
- Supercoppa d'Israele: 5  (record)

1957, 1966, 1969, 1970, 1981
- Liga Leumit: 1[17]

2017-2018

### Competizioni internazionali
- AFC Champions League: 1 :

1967

## Tifoseria

### Storia

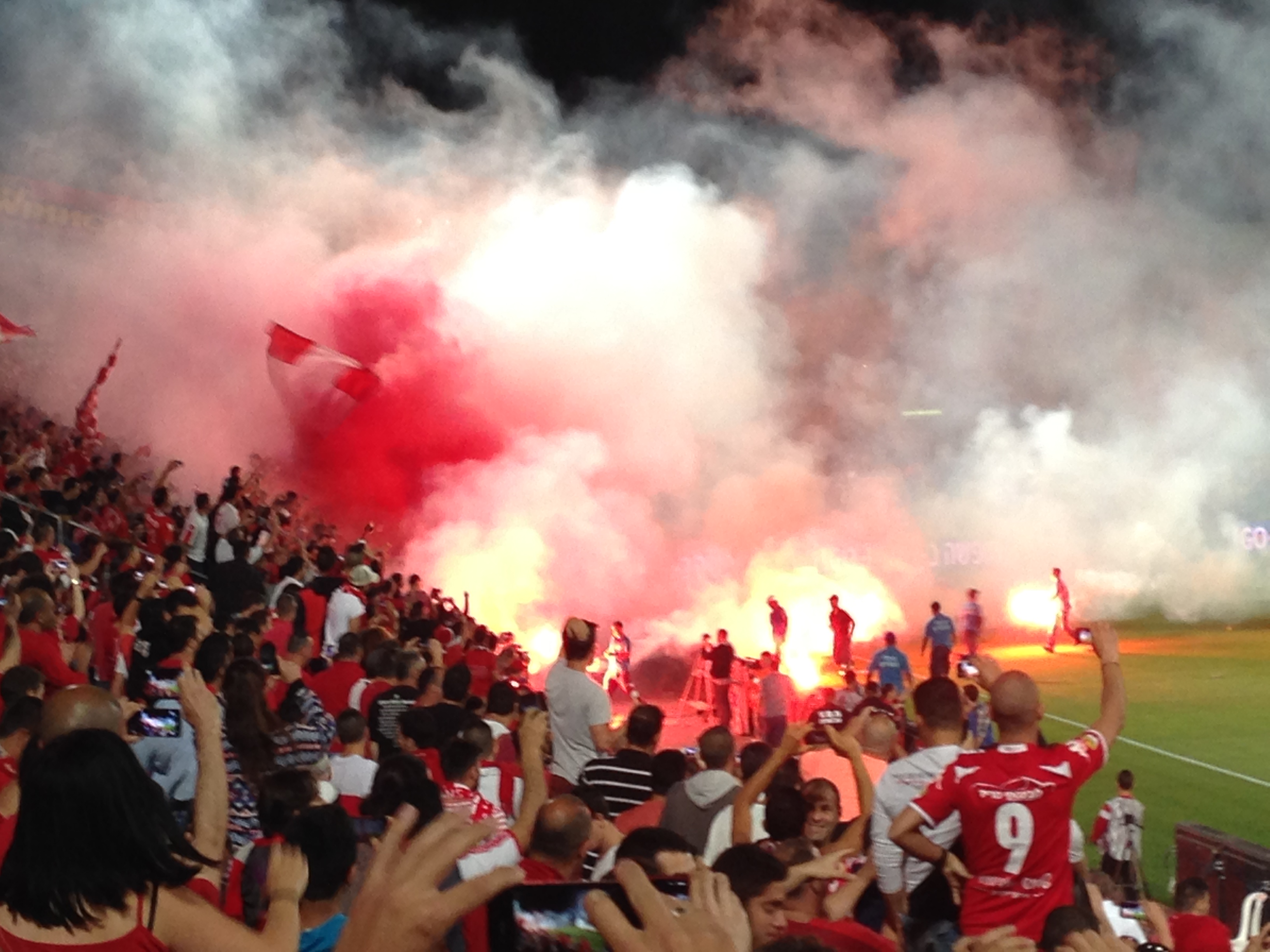
Coreografia dei tifosi dell'Hapoel sugli spalti dello Stadio Bloomfield, prima di un derby contro il Maccabi Tel Aviv.

Data la sua fondazione da parte dell'Histadrut, sindacato lavoratore di ideologia socialista, l'Hapoel Tel Aviv si presenta storicamente come società legata al Partito Laburista Israeliano. Anche la tifoseria si schiera politicamente a sinistra, tanto da fare abbondante uso di simboli comunisti quali l'immagine di Che Guevara, la falce e il martello, nonché il pugno alzato.
I tifosi dell'Hapoel sono, altresì, noti per i loro cori a favore della pace tra israeliani e palestinesi e contro il razzismo: tra i più celebri, il coro (cantato in inglese) "Love Israel, hate racism!" (amate Israele, odiate il razzismo). Al contempo, è molto diffusa tra i sostenitori dei rossi una canzone che invita alla divisione di Gerusalemme, al fine di assegnarne la parte orientale ai palestinesi o di restituirla alla Giordania.
I sostenitori dell'Hapoel Tel Aviv aderiscono all'Antifa, rete sociale europea antifascista che raggruppa, tra le altre, anche diverse tifoserie sportive.

### Gemellaggi e rivalità
Per motivi politici, la tifoseria dell'Hapoel Tel Aviv è divisa da una sentita rivalità con i sostenitori del Beitar Gerusalemme, tradizionalmente di destra e associati al Likud.
È, invece, gemellata ai tifosi (per gran parte arabi) del Bnei Sakhnin (squadra della città arabo-israeliana di Sakhnin), i quali utilizzano sovente cori ricavati da quelli dei tifosi dell'Hapoel Tel Aviv.
A livello internazionale, un gemellaggio molto forte della tifoseria dell'Hapoel Tel Aviv è quello con i sostenitori del club tedesco del St. Pauli.

## Organico

### Rosa 2025-2026
Aggiornata al 17 agosto 2025.
| N. |                           | Ruolo | Calciatore               |
| -- | ------------------------- | ----- | ------------------------ |
| 1  | Lituania (bandiera)       | P     | Emilijus Zubas           |
| 2  | Israele (bandiera)        | D     | Avishay Cohen            |
| 3  | Israele (bandiera)        | D     | Ziv Morgan               |
| 5  | Israele (bandiera)        | D     | Or Blorian               |
| 6  | Israele (bandiera)        | C     | El Yam Kancepolsky       |
| 7  | Israele (bandiera)        | A     | Omri Altman              |
| 8  | Stati Uniti (bandiera)    | A     | Gabriel Segal            |
| 9  | Slovenia (bandiera)       | A     | Alen Ožbolt              |
| 10 | Francia (bandiera)        | C     | Noam Bonnet              |
| 11 | Israele (bandiera)        | C     | Dan Einbinder (capitano) |
| 13 | Rep. del Congo (bandiera) | C     | Mavis Tchibota           |
| 14 | Spagna (bandiera)         | C     | José Rodríguez           |
| 15 | Israele (bandiera)        | D     | Alon Azugi               |
| 16 | Israele (bandiera)        | D     | Doron Leidner            |
| 17 | Israele (bandiera)        | C     | Ariel Cohen              |

| N. |                        | Ruolo | Calciatore      |
| -- | ---------------------- | ----- | --------------- |
| 18 | Israele (bandiera)     | C     | Tal Archel      |
| 19 | Israele (bandiera)     | D     | Aviv Salem      |
| 21 | Israele (bandiera)     | A     | Omer Senior     |
| 22 | Israele (bandiera)     | P     | Roy Baranes     |
| 23 | Uganda (bandiera)      | D     | Aziz Kayondo    |
| 26 | Ghana (bandiera)       | D     | Yahav Gurfinkel |
| 27 | Israele (bandiera)     | A     | Liad Ramot      |
| 29 | Israele (bandiera)     | C     | Ran Binyamin    |
| 30 | Israele (bandiera)     | C     | Hisham Layous   |
| 45 | Israele (bandiera)     | C     | Sagi Genis      |
| 72 | Israele (bandiera)     | D     | Or Israelov     |
|    | Stati Uniti (bandiera) | P     | Matthew Frank   |
|    | Israele (bandiera)     | C     | Ido Elmichly    |